# فریتان
فریتان (به عربی: فریتان) یک روستا در سوریه است که در ناحیه بری شرقی واقع شده‌است. فریتان ۱۸۶ نفر جمعیت دارد.